# Taekwondo
Taekwondo (Hangul: 태권도, Hanja: 跆拳道, Hán-Việt: Đài Quyền Đạo) còn được viết là Tae Kwon Do hay Taekwon-Do là quốc võ của Hàn Quốc và là loại hình võ đạo (mudo) thường được tập luyện nhiều nhất của người dân nước này. Đây cũng là một trong những môn thể thao phổ biến nhất trên thế giới. Trong "Taekwondo", Tae (태, Hanja: 跆 - Đài) có nghĩa là "cước pháp"; Kwon (권, Hanja: 拳 - Quyền) nghĩa là "thủ pháp"; và Do (도, Hanja: 道- Đạo) có nghĩa là "đạo, con đường" (hay "nghệ thuật"). Vì vậy, Taekwondo có nghĩa là "Nghệ thuật đấu võ bằng tay và chân".

## Lịch sử

### Sơ khai
Võ thuật ở Hàn Quốc có lịch sử rất lâu đời, bắt đầu từ thời cổ đại. Các nghệ thuật chiến đấu truyền thống của Hàn Quốc, có thể bắt nguồn từ thời kì Cao Ly năm 37 trước Công nguyên. Người ta đã phát hiện ra tại một di tích của mồ mả hoàng gia Muyongchong và Kakchu-chong xây cất trong khoảng từ năm thứ 3 đến năm 427 nhiều bức tranh vẽ trên tường có cảnh những người đàn ông đang tập luyện. Đây có thể là những tài liệu ban đầu mô tả về các kỹ thuật đối kháng ban đầu có tên là Subakhi.
Các kỹ thuật chiến đấu truyền thống Triều Tiên cũng được tập luyện tại Tân La, một vương quốc được thành lập ở đông nam Triều Tiên vào khoảng 20 năm trước triều đại Cao Câu Ly ở phía bắc. Tại Kyongju, kinh đô trước đây của Tân La, hình hai vị Kim Cang trừ ma diệt quỷ bảo vệ Phật giáo trong tư thế trụ tấn được khắc trên bức tường trong hang động Sokkuram ở đền Pulkuk-sa. Thời gian này, một tổ chức Hoa Lang đạo gây ảnh hưởng rất lớn và làm phong phú thêm cho nền văn hoá và võ thuật Triều Tiên, được thành lập. Con cháu của giới quý tộc ở Tân La đã được tuyển chọn để học tập huấn luyện trong Hoa Lang đạo như là một tổ chức quân đội, giáo dục và xã hội. Các kỹ thuật chiến đấu của Trung Quốc cũng được du nhập và được đưa vào huấn luyện truyền bá trong Hoa Lang đạo với tên gọi Dang Soo (Đường thủ), Gong Soo (Tống thủ).
Nhiều tài liệu cho thấy tổ chức này không chỉ xem việc tập luyện võ thuật như là phần thiết yếu trong huấn luyện quân đội và tăng cường thể chất mà còn phát triển chúng như là một hoạt động giải trí. Các khám phá nghệ thuật cổ như các bức tranh trên tường ở những ngôi mộ của triều đại Cao Câu Ly, các hình ảnh khắc trên đá ở những đền, chùa được xây dựng trong khoảng thời gian của triều đại Tân La và nhiều tài liệu cho thấy các thế tấn, kỹ thuật và hình dáng rất giống với các thế tấn và hình dáng của Taekwondo ngày nay.
Trong thời kì Cao Ly (918-1392), võ thuật Triều Tiên, lúc bấy giờ được biết nhiều với tên gọi là Subakhi, được tập luyện không chỉ được xem như là một kỹ năng để tăng cường sức khoẻ mà nó còn được khuyến khích tập luyện như một võ thuật có giá trị cao. Có ít nhất là hai tài liệu được ghi chép trong thời gian đó cho thấy rằng Subakhi đã trở nên rất phổ biến đến nỗi nó được đem biểu diễn cho vua xem. Điều này có nghĩa là Subakhi đã được tập luyện như một môn thể thao có tổ chức cho khán giả xem và các chuyên gia cho rằng vào thời gian đó người Hàn Quốc rất thích khía cạnh thi đấu của võ thuật.
Dưới thời nhà Triều Tiên có một quyển sách phát hành về dạy hệ thống các kỹ năng chiến đấu tương tự cách huấn luyện võ thuật ngày nay. Nó đã trở thành phổ biến hơn với công chúng, ngược lại với triều đại Cao Ly trước đây, võ thuật chỉ độc quyền cho quân đội. Một tài liệu lịch sử viết người dân của tỉnh Chungchong và Cholla đã tụ tập ở một làng tổ chức thi đấu Subakhi. Tài liệu này cho thấy Subakhi đóng một vai trò quan trọng trong hoạt động thể thao quần chúng. Hơn thế nữa, dân chúng muốn tham gia vào quân đội của hoàng gia rất háo hức tập luyện Subakhi bởi vì nó là môn kiểm tra chính trong chương trình tuyển chọn.
Đặc biệt, vua Triều Tiên Chính Tổ (1777-1800) phát hành một bộ sách giáo khoa về phong tục và tập quán Hàn Quốc có tựa đề là Chaemulbo, trong đó nói rằng Subakhi được gọi là Taekkyon, một tên gọi rất tương đồng với tên gọi Taekwondo ngày nay.
Các chuyên gia cho rằng vấn đề quan trọng ở đây không chỉ là tên được thay đổi mà cả kỹ thuật cũng thay đổi một cách đột ngột. Trong giai đoạn lịch sử Subakhi trước đó, kỹ thuật tay được nhấn mạnh. Các tài liệu lịch sử có liên quan đến Taekkyon được xuất bản vào khoảng cuối thế kỷ 19 ghi lại rằng nó là một nghệ thuật được đặt phần lớn trên các kỹ thuật chân. Lúc bấy giờ, Taekkyon thật sự là một môn thi đấu có hệ thống tập trung vào kỹ thuật chân và chiến thuật. Vì vậy thật là rõ ràng trong suốt thời nhà Triều Tiên, Subakhi đã trở thành một môn thể thao quốc gia quan trọng và thu hút sự chú ý của cả hoàng gia lẫn công chúng.
Vào cuối triều đại Triều Tiên, Subakhi bắt đầu suy tàn vì sự bỏ mặc của hoàng gia cũng như sự ăn sâu của đạo Khổng đề cao giá trị văn chương. Subakhi chỉ tồn tại như một hoạt động giải trí của người dân thường.
Vào cuối thế kỷ 19, quân đội Triều Tiên suy yếu, người Nhật đô hộ đất nước. Sự áp bức của đế quốc Nhật Bản đối với nhân dân Triều Tiên rất hà khắc và việc tập luyện võ thuật được xem nguồn gốc của sự nổi loạn bị cấm đoán. Tuy nhiên, các tổ chức kháng Nhật sử dụng Taekkyon như một phương pháp huấn luyện tinh thần và thể chất. Ngoài ra, các du học sinh Triều Tiên tại Nhật Bản cũng hấp thu được các môn võ mới của Nhật Bản như Karate và Jujitsu. Điều này đã ảnh hưởng rất lớn đến việc hình thành môn võ Taekwondo hiện đại sau này.

### Hiện đại
Sau giải phóng vào ngày 15 tháng 8 năm 1945, những người có nguyện vọng khôi phục lại môn võ thuật cổ truyền Triều Tiên bắt đầu dạy trở lại. Bên cạnh đó, các du học sinh Triều Tiên tại Nhật Bản cũng trở về Triều Tiên và mở các võ đường dạy các kỹ thuật họ tổng hợp từ môn võ truyền thống Triều Tiên với các kỹ thuật tân tiến của Nhật Bản. Các võ đường lớn được thành lập như Chung Do Kwan (청도관) do Lee Won Kuk thành lập tháng 9 năm 1944; Moo Duk kwan (무덕관) do Hwang Kee thành lập tháng 11 năm 1945, Kwon Bop dojang (권법도장) do Yun Byung-in thành lập và Song Moo kwan (송무관) do Byung Jik Ro thành lập). Hầu hết đều dùng tên gọi Kong So do hay Tae Soo Do cho môn võ tổng hợp của mình.
Tháng 1 năm 1946, Choi Hong Hi, một sĩ quan trẻ, đã xây dựng phong trào tập luyện võ thuật trong đơn vị của mình. Tám năm sau, trên cương vị Thiếu tướng Tư lệnh Sư đoàn 29 Bộ binh, ông đã thành lập võ đường Oh Do Kwan (오도관 - Ngã Đạo Quán) tại Yong Dae Ri. Tháng 9 năm 1954, Choi cùng các môn đệ của mình đã biểu diễn các kỹ thuật mới do chính ông tổng hợp trước sự chứng kiến của Tổng thống Rhee Syngman vào tháng 9 năm 1954. Buổi biểu diễn đã gây được ấn tượng lớn đối với Rhee và Choi được bổ nhiệm làm huấn luyện viên trưởng của Chung Do Kwan, bấy giờ là võ đường lớn nhất Hàn Quốc. Đầu năm 1955, một ủy ban đặc biệt được thành lập theo chỉ thị của tổng thống bao gồm các nhân sĩ trí thức, giáo sư, sử gia và các chính khách uy tín để đặt tên cho môn võ mới nhằm quảng bá trong đại chúng. Ngày 11 tháng 4 năm 1955, ủy ban công bố tên gọi TaeKwonDo cho môn võ thuật dựa trên nền tảng của môn Taekkyon đã được hiện đại hóa. Tên gọi này chính thức được dùng để thay thế cho những tên gọi cũ như Dang Soo, Gong Soo, Taek Kyon, Kwon Bup,... vốn vẫn được lưu hành trong dân gian.
Cuối cùng vào tháng 9 năm 1959, Hội Taekwondo Hàn Quốc được thành lập (trước đó vốn mang tên là Hiệp hội Tae Soo Do Triều Tiên). Vào thập niên 1960, huấn luyện viên Hàn Quốc bắt đầu ra nước ngoài phổ biến Taekwondo. Tháng 10 năm 1963, Taekwondo đã trở thành môn thi đấu chính thức lần đầu tiên tại Đại hội Thể thao Quốc gia. Đây là bước ngoặt trong lịch sử phát triển của môn võ này.
Ngày 22 tháng 3 năm 1966, Liên đoàn Taekwondo quốc tế (International Taekwon-Do Federation - ITF) được thành lập với 9 thành viên sáng lập gồm Việt Nam Cộng hòa, Malaysia, Singapore, Tây Đức, Hoa Kỳ, Thổ Nhĩ Kỳ, Ý, Ai Cập và Hàn Quốc.
Năm 1972, Taekwondo chứng kiến cuộc phân ly lớn sau khi Chủ tịch ITF lưu vong sang Canada và dời trụ sở của ITF về đây sau đó chia làm 3 chi phái: Choi Hong Hwa (con trai của Choi Hong Hi), Chang Ung thành viên IOC tại Triều Tiên. Tại Hàn Quốc, Hiệp hội Taekwondo Hàn Quốc thành lập Kukkiwon (국기원) để tiêu chuẩn hóa kỹ thuật và tổ chức. Giải Vô địch Thế giới lần 1 tại Seoul từ ngày 25 đến 27 tháng 5 năm 1973 với 19 quốc gia tham dự. Tại cuộc họp được tổ chức bên lề của giải, một tổ chức mới được thành lập với tên gọi là Liên đoàn Taekwondo Thế giới (World TaeKwonDo Federation - WTF), do Tiến sĩ Un Yong Kim làm chủ tịch. Từ đó, giải Vô địch Taekwondo Thế giới được tổ chức 2 năm một lần.
Hiện nay Liên đoàn Taekwondo Thế giới (WTF) có 193 quốc gia thành viên toàn thế giới, với khoảng 50.000.000 người tập luyện. IOC đã công nhận Taekwondo là môn thể thao quốc tế tại đại hội lần thứ 83 năm 1980, Taekwondo được công nhận là môn thi đấu tại Thế vận hội 2000 và 2004.
Về tên gọi của Taekwondo ở Việt Nam, do được truyền bá bởi Quân đội Đại Hàn Dân quốc trong chiến tranh Việt Nam nên thời gian đầu môn võ này được gọi là Võ Đại Hàn, sau đó được gọi là Túc Quyền đạo, Thái Cực Đạo (tên gọi này được cho là xuất phát từ lá cờ mang hình âm dương thái cực của Hàn Quốc). Taekwondo cũng phổ biến ở miền Nam Việt Nam trước khi được truyền bá ra miền Bắc.

## Đặc điểm
Do võ phục, phân cấp màu đai cũng như đòn thế của Taekwondo có nét tương đồng với Karatedo, và việc Nhật Bản truyền bá môn võ Karatedo vào Hàn Quốc trong thời thế chiến đệ nhị nên trong những năm thập niên 50-60, nhiều người trên thế giới lầm tưởng rằng Taekwondo là từ một hệ phái của Karatedo tách ra và phát triển thành một môn võ. Trong nỗ lực thoát khỏi ảnh hưởng từ Karatedo của các bậc thầy sáng lập môn phái Taekwondo hiện đại, và để phù hợp hơn với đặc tính của môn thể thao Taekyon truyền thống, Taekwondo chú trọng đặc biệt vào những đòn chân (chokki, cước pháp) và nhấn mạnh tính chất thể thao của bộ môn. Trong khi có một số nét tương tự Kungfu của Trung Quốc và các môn võ Triều Tiên khác như Hapkido, Tangsudo, Taekwondo có chiều hướng sử dụng bàn chân và cẳng chân qua những cú đá đầy uy lực. Các võ sư Taekwondo chuyên nghiệp đã làm cả thế giới ngạc nhiên với những kỹ năng nhào lộn phá tan những tấm gỗ đặt cách mặt đất 10 feet hay tấn công liên hoàn nhiều mục tiêu trên không.
Tuy nhiên, thực tế Taekwondo có một số lượng đòn tay (sugi) khá lớn, nếu xem xét các bài quyền và chương trình luyện tập, người tập dễ nhận thấy số lượng đòn tay của Taekwondo nhiều gấp ba lần các đòn tấn công hoặc phòng ngự bằng chân. Với số lượng đòn tay phong phú như vậy, không hề thua sút môn Quyền Anh nếu môn sinh không sao nhãng luyện tập. Dầu vậy, trong huấn luyện và thi đấu với tư cách một môn thể thao hơn là một môn võ có giá trị tự vệ, Taekwondo đặt nặng vào vai trò của các đòn chân, nên đòn tay của môn phái không tránh khỏi sự mai một và ít được trau truốt, tinh lọc để đạt được tính hiệu quả.

## Các hệ phái chính

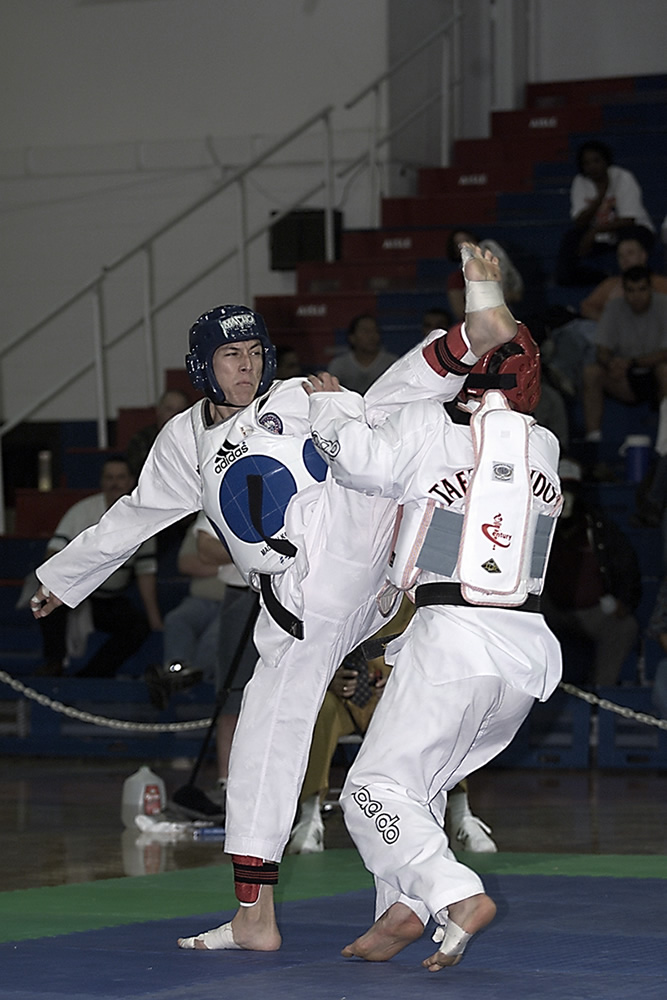
Các võ sĩ Taekwondo thi đấu trong trang phục quy định của WTF

Taekwondo hiện đại thoát thai từ các hệ phái võ thuật truyền thống của Triều Tiên, vì vậy cũng có rất nhiều hệ phái khác nhau với những hệ thống quyền pháp khác nhau. Tuy nhiên, có 2 hệ phái chính lớn nhất và ở quy mô thế giới:

### Hệ phái Chang Hon
Đây là hệ phái lớn đầu tiên của Taekwondo, dựa trên hệ thống kỹ thuật và quyền pháp do Đại võ sư Choi Hong Hi xây dựng từ năm 1954. Hệ phái lấy tên theo tên hiệu của đại sư Choi Hong Hi, người sáng lập hệ phái: Chang Hon (창헌, Thương Hiên). Đây cũng là hệ phái nền tảng của Liên đoàn Taekwondo quốc tế, thành lập năm 1966.
Đặc điểm của hệ phái là có nhiều nét tương đồng với quyền pháp Karate, mang nặng tính chiến đấu. Hệ thống quyền pháp có 24 bài quyền (형, hyeong) và hệ thống đẳng cấp phân thành 10 cấp (급, Kup) và 9 đẳng (단, dan). Võ phục và thể lệ thi đấu gần như tương tự với Karate. Vì vậy, khi thi đấu, các võ sĩ không mang giáp và khi ra đòn phải dừng đòn ở cự ly tối thiểu hoặc chỉ được khẽ chạm vào đối thủ.

### Hệ phái Kukkiwon
Đây là hệ phái lớn nhất thế giới, dựa trên hệ thống kỹ thuật và quyền pháp quy định tổ chức kỹ thuật Kukkiwon (국기원) của Hiệp hội Taekwondo Hàn Quốc, thành lập năm 1973. Đây cũng là hệ phái nền tảng của Liên đoàn Taekwondo thế giới, thành lập cùng năm đó.
Đặc điểm của hệ phái mang tính hiện đại và thể thao nhiều hơn. Các đòn thế nguy hiểm bị cấm dùng trong thi đấu. Hệ thống quyền pháp có 25 bài quyền (품새, Poomsae) và hệ thống đẳng cấp: 8 cấp (급, Kup) và 10 đẳng (단, Dan). Võ phục dùng loại áo cổ chữ V và thể lệ thi đấu mang nặng tính thể thao. Vì vậy khi thi đấu, các vận động viên bắt buộc mặc giáp và chỉ được phép tấn công vào phần mặc giáp của đối thủ.

## Thập vị đại sư
Dưới đây là 9 vị đại sư được công nhận là co công lao to lớn trong việc xây dựng và truyền bá Taekwondo hiện đại:
1. Lee Won Kuk, người sáng lập võ đường Chung Do Kwan, về sau từng là võ đường Taekwondo lớn nhất Hàn Quốc. Ông cũng từng là một môn sinh của Gichin Funakoshi, người sáng lập hệ phái Shotokan Karate.
2. Chun Sang Sup, người sáng lập hệ phái Choson Yunmookwan Kwon Bop Bu, về sau trở thành các võ đường Jido Kwan và Han Moo Kwan. Ông cũng từng là một môn sinh của Gichin Funakoshi, người sáng lập hệ phái Shotokan Karate.
3. Yun Byung In, người sáng lập hệ phái YMCA Kwon Bop Bu, về sau trở thành võ đường Chang Moo Kwan.
4. Hwang Kee, người sáng lập võ đường Moo Duk Kwan.
5. Roh Byong Jick, người sáng lập võ đường Song Moo Kwan. Ông cũng từng là một môn sinh của Gichin Funakoshi, người sáng lập hệ phái Shotokan Karate.
6. Choi Hong Hi, người sáng lập võ đường Oh Do Kwan, tổ sư hệ phái Chang Hon, sáng lập viên Liên đoàn Taekwondo quốc tế (ITF). Ông cũng từng là một môn sinh của Gichin Funakoshi, người sáng lập hệ phái Shotokan Karate.
7. Nam Tae Hee, đồng sáng lập và huấn luyện viên trưởng đầu tiên của võ đường Oh Do Kwan.
8. Jong Pyo Hong, người sáng lập võ đường Kang Duk Won, Kwon Bop Bu
9. Park Chul Hee, đồng sáng lập võ đường Kang Duk Won, Kwon Bop Bu.

10.Lee Yong Woo, người sáng lập võ đường Jung Do Kwan.
Ngoài ra, hệ phái Kukkiwon còn công nhận 6 võ sư đạt đẳng cấp cao nhất: Thập đẳng huyền đai.
1. Yong Ki Pae (Jidokwan)
2. Chong Soo Hong (Moo Duk Kwan)
3. Il Sup Chun (Jidokwan)
4. Nam Suk Lee (Chang Moo Kwan)
5. Tiến sĩ Sang Kee Paik (Sa Sang Kwan)
6. Tiến sĩ Un Yong Kim, cựu chủ tịch Kukkiwon và WTF.